# Spår (avtryck)

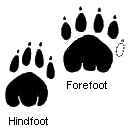
Fotspår av den numera utdöda pungvargen.

Spår utgörs av märken, fördjupningar, fåror, linjer och andra avbildningar som gjorts av person, djur eller fordon som har passerat en plats. Spår görs antingen avsiktligt eller oavsiktligt. 
Djurs klöv- eller tasspår följs gärna av jägare och kan märkas av i många underlag, men syns bäst om de görs i mjuka material som lera och snö. När snön synes särskilt lämpad, kallas den ofta för spårsnö.
Ordet spår avser också ofta något som mer abstrakt indikerar vad som tidigare har hänt.